# 543

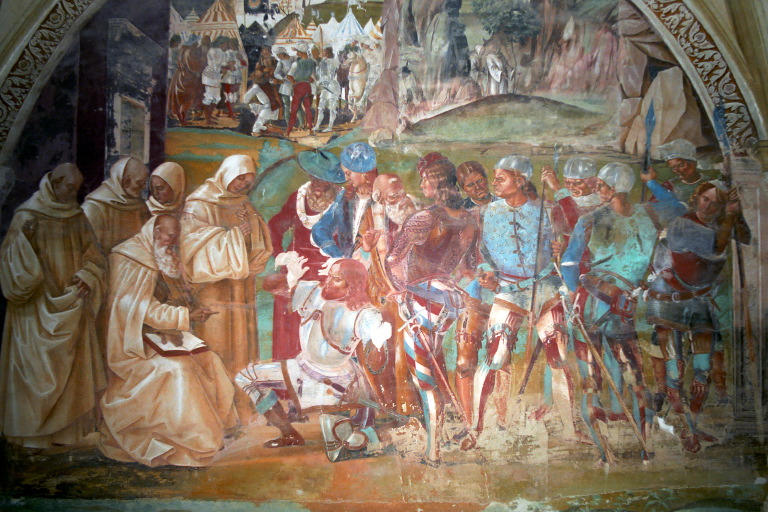
Koning Totila ontmoet Benedictus van Nursia

Het jaar 543 is het 43e jaar in de 6e eeuw volgens de christelijke jaartelling.

## Gebeurtenissen

### Europa
- Voorjaar - De Ostrogoten onder leiding van koning Totila veroveren Napels na een belegering van 1 jaar. Hij toont zich genadig tegenover het Byzantijnse garnizoen (1000 man) dat de stadspoorten opent voor de Goten. Volgens Procopius helpt Totila de uitgehongerde inwoners en stelt een strakke rantsoenering in voor de distributie van graan. Tevens laat hij de stadsmuren afbreken om de Byzantijnen te dwingen een open veldslag te leveren.

### Afrika
- Het koninkrijk Makuria (huidige Soedan) in het zuiden van Egypte wordt bekeerd tot het christendom. (waarschijnlijke datum)

### Azië
- Koning Pulakesin I (r. 543-566) bestijgt als koning de troon van Chalukya. Hij is een rivaal van de Pallava's en in conflict over het gebied van Zuid-India.
- Het koninkrijk Champa valt opnieuw Vietnam binnen, maar het leger wordt verslagen. Het breidt de zeevarende handelsmacht uit tot aan de Filipijnen.

## Natuurramp
- Cyzicus wordt zwaar getroffen door een aardbeving. De stad verliest zijn leidende regionale rol aan Nicea (Klein-Azië).
- De pest bereikt Italië, Africa en Gallië.

## Religie
- Keizer Justinianus I probeert de Joden te dwingen Pesach uit te stellen, tot na het christelijke Pasen. (waarschijnlijke datum)